# Sojuz TM-26
Sojuz TM-26 (ryska: Союз ТM-26) var en flygning i det ryska rymdprogrammet. Flygningen gick till rymdstationen Mir. Farkosten sköts upp med en Sojuz-U-raket, från Kosmodromen i Bajkonur den 5 augusti 1997. Den dockade med rymdstationen den 7 augusti 1997. 
Den 15 augusti 1997 flyttades farkosten från Kvant-1-modulens dockningsport till rymdstationens främre dockningsport. 
Farkosten lämnade rymdstationen den 19 februari 1998. Några timmar senare återinträdde den i jordens atmosfär och landade i Kazakstan.
Målet med flygningen var att transportera Solovjev och Vinogradov som tränats för reparations arbete, till Mir.

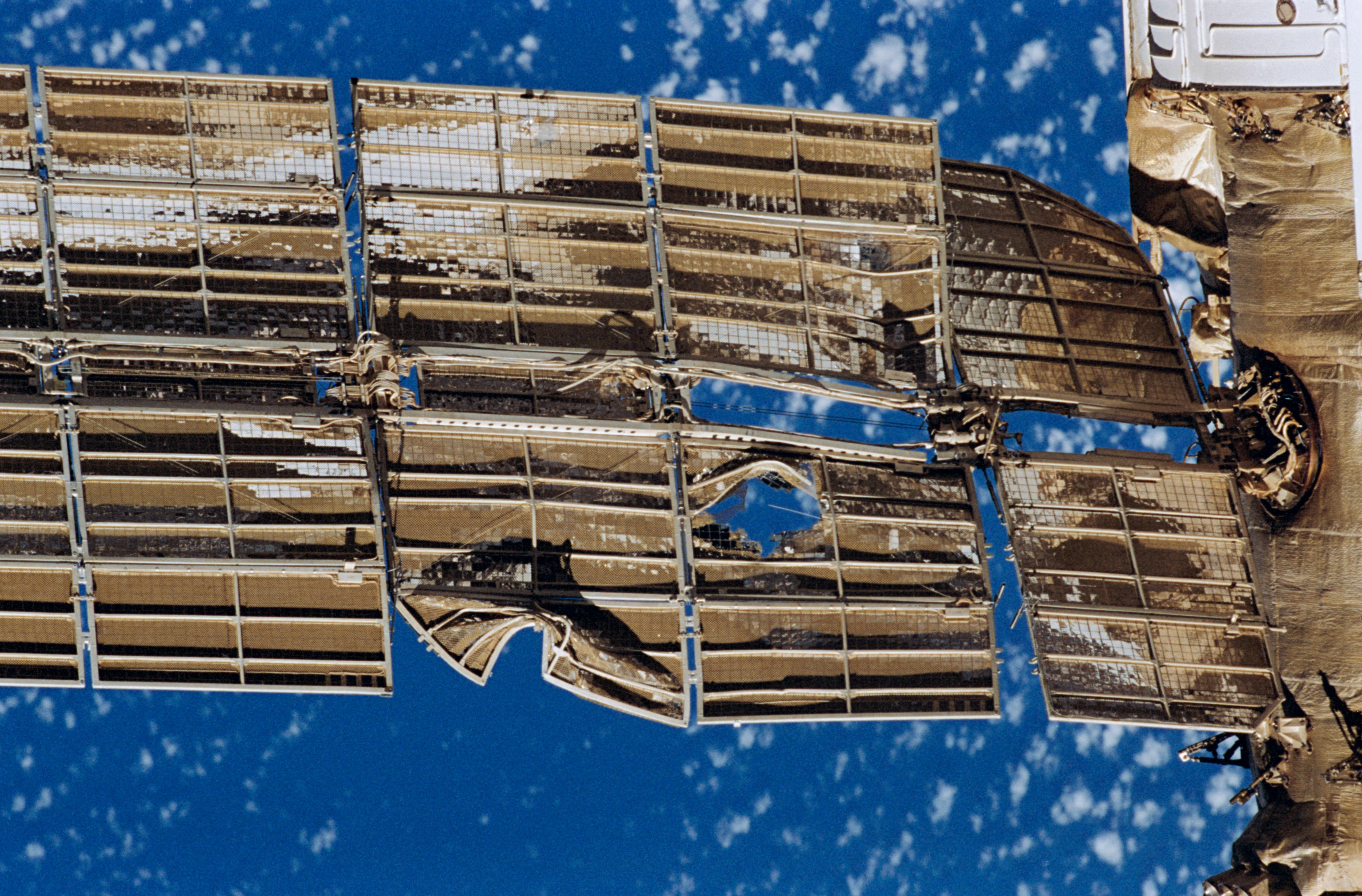
Skadad solpanel på Spektr-modulen efter att Progress M-34 kolliderat med Mir den 25 juni 1997